# 圭多·温克曼
圭多·温克曼（德語：Guido Winkmann，1973年11月27日—）是一位德国足球裁判，现注册于下莱茵足球协会辖下的努特登体育俱乐部（SV Nütterden）。

## 裁判生涯
作为努特登体育俱乐部（SV Nütterden）的注册会员，温克曼是自2001年起成为德国足协裁判。他自2007年首度执法德乙，并于2011年升任德甲裁判组。温克曼的德甲首秀是2008年8月16日，在科特布斯能源对阵霍芬海姆1899的比赛中担当主裁判。

## 个人生活
温克曼的主职是担任警察，现居于克莱韦县的克尔肯。